# Ilario Antoniazzi
Dom Ilario Antoniazzi (Rai de San Polo di Piave, 23 de abril de 1948) é arcebispo emérito católico da Arquidiocese de Tunes (ou Túnis).

## Biografia
Nasceu em Rai, bairro de San Polo di Piave (Treviso) em 23 de abril de 1948. Com 10 anos, ingressou no Instituto Missionário São Pio X de Oderzo e, em 1962, no seminário do Patriarcado Latino de Jerusalém. Em 24 de junho de 1972 foi ordenado padre pelo patriarca Dom Giacomo Giuseppe Beltritti.
Durante vinte anos, ele desempenhou serviço pastoral em vários locais da Jordânia: de 1972 a 1975 como vigário paroquial em San Pio in Zerqa; de 1975 a 1976 como pároco "in solidum" de Fuheis; de 1976 a 1980 como vigário em Marqa e de 1980 a 1992 foi pároco de Smakieh. Em 1992 retornou à Itália, em Roma, onde licenciou-se em teologia espiritual na Pontificia facoltà teologica Teresianum em 1995. De volta aos territórios do Patriarcado, de 1995 a 2005 foi pároco de Rameh (Galileia-Israel); de 2005 a 2007 em Reneh e depois novamente em Rameh; em 2011 foi nomeado o responsável das 44 escolas católicas do Patriarcado Latino.
Em 21 de fevereiro de 2013, o Papa Bento XVI  nomeou-o arcebispo de Tunes. Foi consagrado em 16 de março por Dom Fouad Twal, Patriarca de Jerusalém, na Basílica da Anunciação em Nazaré; os co-consagrantes foram Dom Maroun Lahham e Dom Jacinto-Paulo Marcuzzo. Tomou posse em 7 de abril de 2013.
Dom Ilario é um grande comunicador e fala italiano, francês e árabe fluentemente e também um pouco de inglês.
Em 4 de abril de 2024, o Papa Francisco aceitou sua renúncia devido à idade.

## Lema
TURRIS FORTISSIMA NOMEN DOMINI